# Шудрака
Шу́драка (санскр. शूद्रक) — древнеиндийский драматург, писавший на санскрите. Автор пьесы «Глиняная повозка».

## Биография
Достоверных фактов об авторе почти нет, хотя во многих памятниках литературы и фольклора он упоминается как легендарный древнеиндийский царь, образованный, храбрый и благочестивый. Авторству Шудраки приписывается одно из самых значительных произведений древнеиндийской драматургии — пьеса «Глиняная повозка» («Мри́ччхака́тика»), написанная на санскрите и пракритах. Именно датировка времени создания пьесы служит основополагающей в определении примерного периода жизни драматурга. О «Глиняной повозке» впервые упоминает теоретик поэзии Ва́мана (VIII—IX вв.) в своём трактате «Сутра о поэтических украшениях». В качестве верхней границы создания пьесы установлено время творчества другого известного древнеиндийского драматурга — Бхасы (III—IV вв.), потому как считается, что в пьесе Шудраки обработан сюжет драмы Бхасы «Даридрачарудатта» («Бедный Чарудатта» или «Чарудатта в бедности»), от которой сохранились четыре первых акта (другие специалисты, наоборот, склонны рассматривать «Бедного Чарудатту» как сокращённый вариант произведения Шудраки). Таким образом, считается, что автор «Глиняной повозки» жил в период от IV до начала VIII века н.э.  Учёным приходится довольствоваться именно такой неопределённой датировкой, так как все попытки установить более точную дату оказывались либо несостоятельными, либо спорными.
Достоверных сведений о происхождении Шудраки практически не существует, хотя во многих литературных памятниках и произведениях фольклора о нём упоминается как о легендарном древнеиндийском царе. В прологе к пьесе «Глиняная повозка» есть описание Шудраки как добродетельного, храброго и учёного царя, прожившего сто лет; также здесь помещено сообщение о его благочестивой смерти. Некоторыми специалистами было выдвинуто предположение, что автор пьесы специально скрыл своё имя, приписав её перу легендарного царя, прославленного в пуранах. Однако, определённые особенности языка «Глиняной повозки» более свидетельствуют в пользу другого предположения, заключающегося в том, что пролог — это результат поздней редакции пьесы, т. е. сведения об авторе как «легендарном благочестивом царе» были помещены в пролог средневековым редактором драмы, жившим примерно в IX—X веках н. э. В пользу поздней редакции свидетельствует также и то, что в тексте пролога уже сообщается о благочестивой смерти столетнего царя Шудраки. Ввиду наличия довольно противоречивой информации, до сих пор остаётся неясным — был ли Шудрака в действительности царём, как об этом говорится  в легендах, и если он им действительно был, то почему его имя образовано от названия самой низшей из варн — варны шудр, так как «шу́драка» — это уменьшительная форма от существительного «шу́дра». Тем не менее существуют сведения, согласно которым автор пьесы всё-таки был царём: некоторые исследователи считают, что в качестве известного драматурга выступал правитель Абхиры Индрагупта, использовавший для своих сочинений литературный псевдоним Шудрака. К тому же из косвенных указаний смрити и других культурных памятников следует, что уже в первые века н. э. в Индии «наряду с кастовой всё большую роль начинает играть имущественная и профессиональная дифференциация общества: бедные брахманы нередко оказывались на положении шудр, а шудры, если им удавалось добиться богатства, добивались и власти» (П. А Гринцер).

## «Глиняная повозка»
«Глиняная повозка» («Мри́ччхака́тика») является единственным произведением Шудраки, которым располагают учёные. Пьеса была создана примерно в IV—VIII веках н. э.. Текст пьесы написан на санскрите и пракритах — языковая дифференциация вообще является характерной чертой санскритской драмы: диалоги персонажей, занимающих высокое социальное положение (царь, брахманы и т.п.) составлены на санскрите, тогда как все прочие представители индийского общества — горожане, воины, слуги и почти все женщины говорят на пракритах. В «Глиняной повозке»  отсутствуют мифологические персонажи и с редкой для древнеиндийской литературы правдивостью описываются быт и нравы городских жителей, социальная и политическая обстановка того времени. В пьесе много юмора, значительное место занимают элементы социальной сатиры. В композиции произведения соединены два сюжета: любовный и политический. События, касающиеся любовной части сюжета, рассказывают о бедном брахмане Чарудатте, который, как сказано о нём в пьесе, «бедным стал из-за того, что добрым был» и красивой, но бесправной гетере Васантасене, отвергнувшей, вопреки обычаю гетер, знатного и богатого поклонника и полюбившей бедняка Чарудатту. После множества бед и опасностей влюблённые соединяются: любовь Чарудатты и Васантасены ломает все социальные преграды, стоявшие между ними как людьми разного общественного статуса и положения (брахман и гетера). В «Глиняной повозке» отрицаются кастовые различия, утверждается, что люди могут быть добрыми и благородными независимо от того в какой касте они родились, а «злодей — это тот, кто хороших людей притесняет» (Шудрака). В политической части сюжета повествуется о свержении жестокого тирана — царя Па́лаки его справедливым и благородным племянником А́рьякой, который в итоге и восходит на трон. И любовный, и политический сюжеты связаны между собой общим единством авторского замысла. Композиционное же единство обоих сюжетов достигается участием одних и тех же героев как в любовной, так и в политической интриге. Так, например, политический успех Арьяки в итоге оборачивается спасением и счастьем для Чарудатты и Васантасены: им разрешают пожениться, а Чарудатту ещё и назначают на высокий государственный пост. 
В стиле Шудраки мало лиризма, пьеса написана живым и энергичным языком, динамичность которого соответствует динамизму действия. Вопреки обычной норме санскритского театра, автор отказывается от лирических описаний, концентрируя внимание на драматизме сюжета. Нехарактерные для индийской драмы динамизм, острота конфликта, а также чередование трагического и лирического, серьёзных и фарсовых сцен — всё это делает драму Шудраки более соответствующей нормам европейского театра в сравнении с другими санскритскими драмами, и поэтому пьеса «ценится в Европе, пожалуй, ещё выше, чем у себя на родине» (П. А Гринцер). Известный индолог Г. Г. Вильсон, осуществивший первый перевод драмы Шудраки на английский язык (1928), так отозвался о пьесе: «Глиняная повозка» во многих отношениях является наиболее человечной изо всех пьес на санскрите. Чувствуется нечто поразительно шекспировское в умелой обрисовке характеров, энергии и жизни многочисленных персонажей, непосредственности и прозрачности сюжета».
Однако, несмотря на ряд неканонических особенностей, «Глиняную повозку» нельзя рассматривать независимо от общего развития санскритской драматургии. Пьеса тесно связана с традицией индийского народного театра, в том числе с его малыми театральными жанрами, представлявшими собой социально-бытовые комедии.

## Переводы и постановки
Единственно известным произведением Шудраки является «Глиняная повозка» («Мри́ччхака́тика»). Пьеса пользуется известностью в Индии, а также в Европе в многочисленных переводах и сценических воплощениях. Существуют переводы «Глиняной повозки» на английский, немецкий, французский, итальянский, голландский, шведский, датский и хорватский языки. В 1916 году вышла публикация пьесы «в обработке для театра», выполненная Л. Фейхтвангером, впоследствии опубликованная на русском языке в 1939 году. В 1849 году был опубликован осуществленный К. А. Коссовичем перевод части пролога и 1-го действия пьесы «Мрчхакатики Шудраки» на русский язык под заглавием «Васантазена, древнеиндийская драма» («Москвитянин», 1849, часть V.). Это был первый перевод пьесы на русский язык, сделанный непосредственно с санскрита. В 1957 году театром им. А. С. Пушкина в Москве по мотивам «Глиняной повозки» был поставлен спектакль «Белый лотос».